# 天主教宣化教区
天主教宣化教区（拉丁語：Dioecesis Siüenhoavensis）是天主教在中国河北省建立的一个教区，1982年起中國天主教官方教會將其改名為「張家口教區」，但未獲聖座承認。目前教区分为蔚县，下花园及宣化三片进行管理。

## 历史

### 1688年－1900年
1688年，法国耶稣会会士张诚首先到达宣化传教。1699年，法国耶稣会会士巴多明在宣化修建第一座天主堂。
18世纪初，陆续来华的方济各会、多明我会、巴黎外方传教会和遣使会的神父不赞成耶稣会神父允许祭祖敬孔的做法，促使教宗格肋孟十一世于1704年宣布了祭祖禁令，而康熙帝要求所有在中国的传教士必须领印票，声明遵守利玛窦的成规，这样导致了所谓“礼仪之争”。1721年1月18日，教宗特使嘉乐带来了教宗禁令的汉文译本，康熙皇帝不悦，朱批：“以后不必西洋人在中国行教，禁止可也。” 
1724年1月11日，新登基的雍正帝下令严格执行禁教命令。禁教时期，传教士们仍秘密前往北京教区的乡村地区传教，每年约有五百人领洗，宣化、怀来、蔚县一带，天主教徒达到533人。 
嘉庆帝对天主教的查禁最为严厉。传教士逃到长城以外的村庄西湾子，那里成为北京教区的中心。1840年，蒙古成立代牧区，法国遣使会会士孟振生被选为主教。
1844年10月24日，中法签订了《黄浦条约》，其中规定法国人可以在五口建造教堂。12月28日，道光皇帝正式批准解除了长达100多年的禁教令，并归还禁教时期被充公的天主堂。但仍不准外国人进入内地传教。 
1846年教宗比约九世任命孟振生为北京教区主教，同时仍兼任蒙古教区主教，直到1856年才卸去此任，专管北京教区。在孟振生任北京教区主教不久，就在孟家坟村创办了宣化本堂，本堂神父是薛玛窦。这便是宣化教区的前身。
1862年，孟振生主教将宣化本堂升为总堂。1869年，樊国梁神父在宣化西街“郭家宅”修建宣化总堂。1872年艾儒略接任宣化总堂神父后，完成了这座总堂的全部修建工程。1879年都士良神父将该堂扩建。
1870年—1900年间，双树村、蔚县西合营、延庆永宁、苏家房、孟家坟、黃土港、石家坊、沙地坊、宣化南屯、杨家沟、涿鹿县双树村、蔚县红桥、涿鹿县虸蚄口、西小庄陆续建造了天主堂。
1899年，在宣化服务多年的法国神父樊國樑（1837—1905）被任命为天主教北京代牧区主教，并获清政府颁发二品顶戴。

### 1926年－1949年
1920年，中国天主教本地化的积极倡导者雷鸣远神父得到教廷国务卿伯多禄·加斯帕里枢机的接见，推荐赵怀义等为未来中国的主教候选人。1926年5月10日，天主教宣化国籍宗座代牧区建立，管辖口北十县（宣化、万全、龙关、赤城、怀来、阳原、怀安、蔚县、延庆、涿鹿）。赵怀义神父（时任宗座代表刚恒毅总主教之秘书）为代牧主教，邻瓦卡主教衔（Vescovo tit. di Vage）。1926年10月28日耶稣君王节，刚恒毅总主教带领六位中国主教（宣化教区赵怀义、海门教区朱开敏、台州教区胡若山、安国教区孙德桢、汾阳教区陈国砥、蒲圻教区成和德）在梵蒂冈伯多禄大殿接受教宗庇护十一世举行的隆重祝圣典礼，刚恒毅主教在一旁襄礼。六位主教走下祭台，祝福人群。从比利时赶来参加盛典的雷鸣远神父喜极而泪下，跪在宣化主教赵怀义的面前祈求降福。 
1927年，在西班牙贖世主會傳教團的協助下，首位宗座代表刚恒毅总主教创立了第一个中国神职修会——主徒会，在北郊建立爱玛坞主徒会会院。1948年，主徒会之会院和教区小修道院被迫解散，会士被捕或被害。主徒会迁到台湾。

### 1949年－1978年
1951年12月15日，王木铎主教因拒绝脱离圣统制而被捕入狱。（1955年在狱中去世）
1952年，政府接管恒毅中学（改为宣化二中）、景星学校（改为第五完全小学）和残老院。一些地方的教堂也被占用，教友望弥撒、祈祷只能到教友的家中举行。 
1957年，成立天主教爱国会。1958年4月20日，在河北献县主教座堂，赵振声祝圣了4名自选自圣的主教：宣化教区常守彝、西湾子教区潘少卿、永年教区王守谦、永平教区篮柏露。常守彝为宣化教区自选自圣的第一人。 
1966年，“文化大革命”开始，教堂全部关闭，一切宗教活都被停止，神职人员被捕入狱。教友们也被视为反革命，强迫背弃信仰，坚持信教的教友被带帽管制。常守彝主教和一批神父、修女被迫结婚。1966年8月23日，不肯放弃信仰的小学教师韩淑贞老师（33岁）被毒打致死。在“文化大革命”期间宣化教区只有三座大的圣堂没有被损坏，就是双树村天主堂、西合营天主堂和宣化天主堂。

## 1978年後
文化大革命結束後，已結婚的常守彝依然任自選自聖主教。1982年，中國官方教會宣佈將宣化教區改名為「張家口教區」，但未獲聖座批准，延續為持續至今的爭論。

## 附属事业
- 恒毅中学、景星学校、诊所、孤儿院、残老院。

### 修会
- 主徒会：1927年首位宗座代表刚恒毅总主教创立的中国籍修会，以文化传教为使命。会址（厄玛乌主徒会会院）位于宣化北门外西山脚下。1929年，中国古典式的会院落成，遂于 9 月成立小学一所，开始招收学生，1936年校舍完成，后又改小学为恒毅中学，校长郭若石。 1937年，因日寇侵入，中学停办，复改为小学。1948年，主徒会迁移北平定阜大街，主徒会宣化会院解散，该会在宣化的房屋1952年改为军办通讯学校至今。

- 若瑟修女会：1880年成立。1901年成立宣化教区分会。该会主分布在正定、保定、宣化和顺德教区。管理女子学校、孤儿院和残老院、诊所等。

- 熙笃会（Trppists）：1883年来到涿鹿县南部山区，1886年正式建立了杨家坪圣母神慰院。1927年）派李岚卜，汪类斯（法籍）到正定教区，在正定县建立苦修会分院名神乐院。该会有会士最多时有 125人。该会会士以祈祷与劳动为主。会院有自己的一些小作坊，如：豆腐坊等类的小作坊，还养着奶牛等牲畜。1946年8月30 日 被抢掠后全部焚毁，在1947年教产被土改，该会解散。全体会士被转辗监禁於涞源、蔚县等地。

## 修院
- 宣化教区大修道院：1930年，宣化教区程有猷主教与河北易县教区、山西汾阳教区、洪洞教区、山东临清等5个教区联合创办大修道院，命名“若瑟总修院”，院址设在宣化牌楼西街宣化主教座堂的东侧大院，属于中国古典建筑风格。共有修士60多人。分哲学、神学两大班，学制六年（哲学二年、神学四年），后圣为神父。由于教学正规，教授水平甚高。在此修院晋铎或未晋铎者都具有较高的文化素质、神哲学造诣和神修水平。

1944年夏，蒙疆政府宣化省政府强行占领大修院，作为“宣华公署”所在地，若瑟总修院被迫解散。宣化本教区的修院迁至主教府东院继续办学，命名为“圣家大修院”，1947年转至北京“文声学院”。1954年“文声学院”解散，宣化教区的修士回到本教区。 
- 宣化教区圣心小修道院：1927年成立，院址设在宣化主教座堂西侧，学制8年。1948底停办。

## 教堂
- 宣化主教座堂（1791人，1942年）：辖孟家坟本堂（1467人）、永宁本堂（1454人）、屈家本堂（1322 人）、南关本堂（1039 人）、翟家庄本堂（400人）、武家房（现称沙地房）本堂：（151 人）。
- 双树总堂（1289人）：辖子方口本堂（1374人）、西二堡本堂（1090 人）、苏家房本堂（759人）、孔涧本堂（630人）、
- 南屯总堂（2120 人）：辖滹沱店本堂（2514人）、泥河湾本堂（1847 人）、西小庄本堂（1771 人）、马圈堡本堂（1528 人）、东城本堂（1057 人）、
- 西合营总堂（2783 人）：辖上营庄本堂（1938 人）、南绫罗本堂（1886 人）、安庄本堂（725 人）
- 张家口总堂：辖三里庄本堂、怀安本堂

## 现状
1978年，落实宗教信仰自由政策，教徒纷纷在家中请被释放的神父作弥撒。1980年12月25日圣诞节，宣化主教座堂恢复开放，有上万人参与了文革后的第一台弥撒。只要是哪儿有神父做弥撒，教友就赶到哪儿去望弥撒，当时在教会中形成了一种“宗教狂热”。 
1980年12月1日，张家口市天主教爱国会重新划分教区，将西湾子教区和宣化教区合并，并改称为张家口教区，主教府设在张家口。由潘少卿任张家口教区主教。 
1983年2月5日 潘少卿因病逝世，常守彝任张家口教区正权主教。 
1985年西湾子教区的张可兴主教被释放，掌管西湾子教区教务，同时也署理宣化教区。

## 历任主教
宣化代牧区宗座代牧
- 赵怀义（Bishop Philip Zhao Huai-yi）（1926年5月10日－1927年10月14日）1880年生于北京城外正福寺。
- 程有猷（Bishop Peter Cheng You-you）（1928年3月28日－1935年8月25日）1881年生于怀来。
- 张润波（Bishop Joseph Zhang Run-bo）（1936年7月7日－1946年4月11日）1899年生，1949年8月在外地去世，任主教此前在罗马传信大学任中文教授。

宣化教区主教
- 张润波（Bishop Joseph Zhang Run-bo）（1946年4月11日－1947年11月20日）
- 王木铎（Bishop Peter Wang Mu-duo）（1948年1月8日－1955年5月11日）1896年生于滹沱店，1951年12月15日被捕入狱，1955年5月11日死于狱中。
- 张九牧（1989年10月3日－1999年12月12日）（秘密祝圣）：1918年生于阳原县牛坊沟村，地下教会主教。 
  - 赵振东（1989年10月3日－1999年12月12日）（助理主教，秘密祝圣） 1920年生于蔚县县城。
- 赵振东（1999年12月12日－2007年7月13日）  
  - 赵克勋（2006年？－2007年7月13日）（助理主教，秘密祝圣）
- 赵克勋（2007年7月13日－2018年）
  - 崔太 （2013年4月7日-2018年）（助理主教，秘密祝圣）
- 崔太 （2018年-今）

宣化教区主教（自选自圣）
- 常守彝（Bishop Chang Shou-yi）（1958年4月20日－1982年12月22日）（自选自圣，后未获宗座认可）（1982年宣化教区更名为张家口教区）1912年生，宣化教区第一任自选自圣的主教。文化大革命期间结婚还俗。

张家口教区主教（自选自圣）
- 潘少卿（1982年12月22日－1983年2月5日）（1958年4月20日自选自圣西湾子教区主教，后未获宗座认可）
- 常守彝（Bishop Chang Shou-yi）（1983年2月5日－1987年3月27日）（自选自圣，后未获宗座认可）（1982年宣化教区更名为张家口教区）
- 徐立志（1987年5月31日－1992年1月19日）（自选自圣，后获宗座认可）（1982年宣化教区更名为张家口教区）1917年生。